# Villy-lez-Falaise
Villy-lez-Falaise é uma comuna francesa na região administrativa da Normandia, no departamento Calvados. Estende-se por uma área de 4,96 km². Em 2010 a comuna tinha 280 habitantes (densidade: 56,5 hab./km²).